# زوينة بوزبرة
زوينة بوزبرة هي لاعبة ألعاب قوى جزائرية وُلدت في 3 أكتوبر 1990، وتخصصت في منافسات رمي المطرقة ورمي الجلة، وهي صاحبة الرقم القياسي الجزائري في رمي المطرقة برميتها التي بلغت مسافة 66.12 مترًا، والتي حققتها خلال مشاركتها في البطولة الجزائرية لألعاب القوى عام 2022.

## المشاركات والميداليات
شاركت زوينة بوزبرة في عدة نسخ من بطولة افريقيا لالعاب القوى وحصلت منها على الميدالية الفضية في منافسات رمي المطرقة في عام 2022، كما شاركت في البطولة العربية لألعاب القوى، وحصلت منها على ستة ميداليات ثلاث منها ذهبية في منافسات رمي المطرقة في أعوام 2021 و2017 و2015، وميداليتين فضيتين في رمي المطرقة في أعوام 2011 و2013، وبرونزية واحدة في عام 2009. وفي نوفمبر عام 2019 شاركت زوينة بوزبرة في دورة الألعاب الإفريقية، والتي أقيمت في مدينة الرباط بالمغرب حيث تمكنت من الفوز بالميدالية البرونزية في منافسات رمي المطرقة بعد استبعاد اللاعبة النيجيرية ساد أولاتوي. وفي عام 2021، حققت زوينة بوزبرة رقما قياسيًا جزائريًّا جديدًا خلال مشاركتها بمنافسات رمي المطرقة في البطولة العربية لألعاب القوى، بعدما نفذت رمية لمسافة بلغت 65.20 متر، ثُم حطمت هذا الرقم القياسي في العام التالي مسجلة رقما قياسيًّا جديدًا للاعبات الجزائر عندما نفذت رمية لمسافة بلغت 65.45 متر بمنافسات رمي المطرقة في دورة ألعاب البحر الأبيض المتوسط التي أقيمت في مدينة وهران بالجزائر، وبعد شهر واحد، نجت في تحطيم هذا الرقم أيضًا مسجلة رقمًا قياسيا جديدًا عندما نفذت رمية لمسافة بلغت 66.12 متر بمنافسات رمي المطرقة خلال مشاركتها في البطولة الجزائرية لألعاب القوى. ويوضح الجدول التالي أهم المُسابقات والبطولات التي شاركت فيها زوينة بوزبرة، وأبرز الميداليات والألقاب التي حققتها في البطولات والمسابقات المختلفة:
| العام | المسابقة                            | المكان                          | المنافسات   | الترتيب/الميدالية                   | ملاحظات                          |
| ----- | ----------------------------------- | ------------------------------- | ----------- | ----------------------------------- | -------------------------------- |
| 2007  | البطولة العربية لألعاب القوى        | القاهرة، مصر                    | رمي المطرقة | المركز الخامس                       | نفذت رمية لمسافة بلغت 42,66 متر  |
| 2007  | بطولة العالم لألعاب القوى للناشئين  | أوسترافا، التشيك                | رمي المطرقة |                                     | نفذت رمية لمسافة بلغت 39,30 متر  |
| 2009  | بطولة إفريقيا لألعاب القوى للناشئين | بامبوس، موريشيوس                | رمي الجلة   | المركز الثالث (الميدالية البرونزية) | فازت برمية لمسافة بلغت 12.84 متر |
| 2009  | بطولة إفريقيا لألعاب القوى للناشئين | بامبوس، موريشيوس                | رمي المطرقة | المركز الثاني (الميدالية الفضية)    | فازت برمية لمسافة بلغت 47.92 متر |
| 2009  | البطولة العربية لألعاب القوى        | دمشق، سوريا                     | رمي الجلة   | المركز الثالث (الميدالية البرونزية) | نفذت رمية لمسافة بلغت 12,70 متر  |
| 2009  | البطولة العربية لألعاب القوى        | دمشق، سوريا                     | رمي المطرقة | المركز الرابع                       | نفذت رمية لمسافة بلغت 51,78 متر  |
| 2010  | بطولة إفريقيا لألعاب القوى          | نيروبي، كينيا                   | رمي المطرقة | المركز السابع                       | نفذت رمية لمسافة بلغت 55,85 متر  |
| 2010  | بطولة إفريقيا لألعاب القوى          | نيروبي، كينيا                   | رمي الجلة   | المركز السادس                       | نفذت رمية لمسافة بلغت 11,67 متر  |
| 2011  | البطولة العربية لألعاب القوى        | العين، الإمارات العربية المتحدة | رمي المطرقة | المركز الثاني (الميدالية الفضية)    | نفذت رمية لمسافة بلغت 58,33 متر  |
| 2011  | البطولة العربية لألعاب القوى        | العين، الإمارات العربية المتحدة | رمي الجلة   | المركز الرابع                       | نفذت رمية لمسافة بلغت 12,43 متر  |
| 2011  | دورة الألعاب العربية 2011           | الدوحة، قطر                     | رمي المطرقة | المركز الرابع                       | نفذت رمية لمسافة بلغت 57,33 متر  |
| 2011  | دورة الألعاب العربية 2011           | الدوحة، قطر                     | رمي الجلة   | المركز الرابع                       | نفذت رمية لمسافة بلغت 12,37 متر  |
| 2012  | بطولة إفريقيا لألعاب القوى          | بورتو نوفو، بنين                | رمي المطرقة | المركز الرابع                       | نفذت رمية لمسافة بلغت 57,31 متر  |
| 2013  | البطولة العربية لألعاب القوى        | الدوحة، قطر                     | رمي المطرقة | المركز الثاني (الميدالية الفضية)    | نفذت رمية لمسافة بلغت 58,04 متر  |
| 2014  | بطولة إفريقيا لألعاب القوى          | مراكش، المغرب                   | رمي المطرقة | المركز الخامس                       | نفذت رمية لمسافة بلغت 58,71 متر  |
| 2015  | البطولة العربية لألعاب القوى        | مدينة عيسى، البحرين             | رمي المطرقة | المركز الأول (الميدالية الذهبية)    | نفذت رمية لمسافة بلغت 60,06 متر  |
| 2015  | دورة الألعاب الإفريقية              | برازافيل، جمهورية الكونغو       | رمي المطرقة | المركز الرابع                       | نفذت رمية لمسافة بلغت 59,16 متر  |
| 2016  | بطولة إفريقيا لألعاب القوى          | ديربان، جنوب إفريقيا            | رمي المطرقة | المركز الخامس                       | نفذت رمية لمسافة بلغت 61,62 متر  |
| 2017  | البطولة العربية لألعاب القوى        | رادس، تونس                      | رمي المطرقة | المركز الأول (الميدالية الذهبية)    | نفذت رمية لمسافة بلغت 62,08 متر  |
| 2018  | بطولة إفريقيا لألعاب القوى          | أسابا، نيجيريا                  | رمي المطرقة | المركز الرابع                       | نفذت رمية لمسافة بلغت 61,62 متر  |
| 2019  | البطولة العربية لألعاب القوى        | القاهرة، مصر                    | رمي المطرقة | المركز الثاني (الميدالية الفضية)    | نفذت رمية لمسافة بلغت 63,07 متر  |
| 2019  | دورة الألعاب الإفريقية              | الرباط، المغرب                  | رمي المطرقة | المركز الثالث (الميدالية البرونزية) | نفذت رمية لمسافة بلغت 63,34 متر  |
| 2021  | البطولة العربية لألعاب القوى        | رادس، تونس                      | رمي المطرقة | المركز الأول (الميدالية الذهبية)    | نفذت رمية لمسافة بلغت 65,20 متر  |
| 2022  | بطولة إفريقيا لألعاب القوى          | موكا، موريشيوس                  | رمي المطرقة | المركز الثاني (الميدالية الفضية)    | نفذت رمية لمسافة بلغت 63,48 متر  |
| 2022  | دورة ألعاب البحر الأبيض المتوسط     | وهران، الجزائر                  | رمي المطرقة | المركز الثالث (الميدالية البرونزية) | نفذت رمية لمسافة بلغت 65,45 متر  |
| 2022  | ألعاب التضامن الإسلامي              | قونية، تركيا                    | رمي المطرقة | المركز الثالث (الميدالية البرونزية) | نفذت رمية لمسافة بلغت 59,51 متر  |
| 2022  | ألعاب التضامن الإسلامي              | قونية، تركيا                    | رمي الجلة   | المركز الخامس                       | نفذت رمية لمسافة بلغت 10,99 متر  |
| 2023  | دورة الألعاب العربية                | وهران، الجزائر                  | رمي المطرقة | المركز الثاني (الميدالية الفضية)    | نفذت رمية لمسافة بلغت 65,59 متر  |